# آرثر أمير ويلز

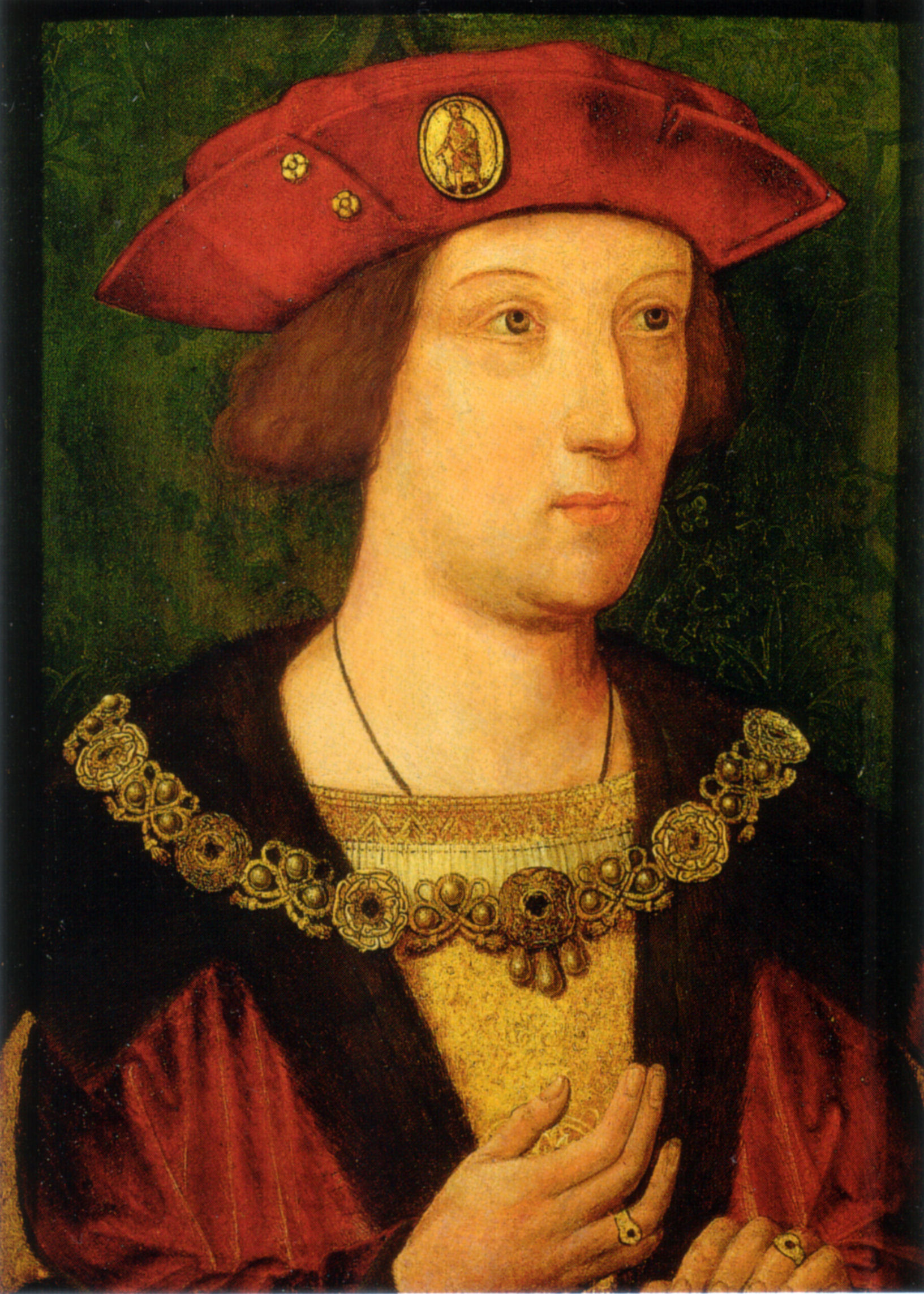
آرثر أمير ويلز

أرثر أمير ويلز (1486-1502) والده الملك هنري السابع وأمه الملكة إليزابيث يورك، هو ولي عهد إنجلترا في عهد والده أول حكام أسرة تيودور وأمير ويلز وهو أيضاً الأبن الأكبر .

## زواجه
تزوج من أميرة إسبانية تدعى كاترين أراغون وهي ابنة الملكة الإسبانيةإيزابيلا الأولى
وبسبب كونه محاربا لم يقض وقتا طويلا مع زوجته.

## الوفاة بعد ستة أشهر من الزواج
توفي بعد ستة أشهر من زواجه من الأميرة كاترين أراغون، وبعد وفاة آرثر تم وضع شقيقه الأصغر ليكون وليَّاً للعهد.